# Found Heaven
| Recensione           | Giudizio |
| -------------------- | -------- |
| AllMusic             |          |
| Clash                | 7/10     |
| NME                  |          |
| The Line of Best Fit | 6/10     |

Found Heaven è il terzo album in studio del cantautore statunitense Conan Gray, pubblicato il 5 aprile 2024 dalla Republic.

## Tracce
1. Found Heaven – 2:57 (testo: Conan Gray – musica: Shawn Everett)
2. Never Ending Song – 2:35 (testo: Conan Gray, Max Martin, Ilya Salmanzadeh – musica: Max Martin, Ilya)
3. Fainted Love – 2:50 (testo: Conan Gray, Max Martin – musica: Max Martin, Oscar Holter)
4. Lonely Dancers – 2:29 (testo: Conan Gray, Max Martin, Ilya Salmanzadeh, Oscar Holter – musica: Max Martin, Ilya, Oscar Holter)
5. Alley Rose – 3:29 (testo: Conan Gray – musica: Greg Kurstin)
6. The Final Fight – 2:09 (testo: Conan Gray, Max Martin, Ilya Salmanzadeh, Oscar Holter – musica: Max Martin, Ilya, Oscar Holter)
7. Miss You – 2:23 (testo: Conan Gray, Max Martin, Oscar Holter – musica: Max Martin, Oscar Holter)
8. Bourgeoisieses – 2:31 (testo: Conan Gray, Max Grahn, Luka Kloser – musica: Fat Max Gsus, Luka Kloser)
9. Forever with Me – 3:35 (testo: Conan Gray, Greg Kurstin – musica: Greg Kurstin)
10. Eye of the Night – 2:21 (testo: Conan Gray – musica: Shawn Everett)
11. Boys & Girls – 2:22 (testo: Conan Gray, Max Martin, Oscar Holter – musica: Max Martin, Oscar Holter)
12. Killing Me – 3:24 (testo: Conan Gray, Max Martin, Oscar Holter – musica: Max Martin, Oscar Holter)
13. Winner – 3:37 (testo: Conan Gray, Greg Kurstin – musica: Greg Kurstin)

## Classifiche
| Classifica (2024) | Posizione massima |
| ----------------- | ----------------- |
| Australia         | 10                |
| Austria           | 22                |
| Belgio (Fiandre)  | 8                 |
| Belgio (Vallonia) | 26                |
| Canada            | 98                |
| Germania          | 11                |
| Irlanda           | 26                |
| Nuova Zelanda     | 33                |
| Paesi Bassi       | 12                |
| Polonia           | 8                 |
| Portogallo        | 104               |
| Regno Unito       | 4                 |
| Spagna            | 15                |
| Stati Uniti       | 14                |
| Svizzera          | 84                |